# Анабазин-сульфат
Анабази́н-сульфа́т — рідкий отрутохімікат, добре розчиняється у воді, містить бл. 30% анабазину та ін. алкалоїдів, застосовується у вигляді розчину (1—3 г А.-с, 3—6 г мила на 1 л води) для обприскування садів, ягідників і овочевих культур.
Для обпилювання рослин використовують анабадуст — суміш анабазин-сульфату (4—5%) і свіжогашеного вапна (95—96%).
А.-с. дуже отруйний для людей і тварин.